# Бідх'я Деві Бхандарі
Бідх'я Деві Бхандарі (неп. विद्यादेवी भण्डारी; нар. 19 червня 1961) — другий президент Непалу (2015—2023), один з лідерів Об'єднаної комуністичної партії Непалу.
Обрана Парламентом Непалу 28 жовтня 2015, отримала 327 голосів. Її суперник Кул Бахадур Гурунг здобув 214 голосів. За конституцією посада президента Непалу є церемоніальною.
Є учасницею кампанії із захисту жінок у країні. Як президент обіцяла відстоювати права меншин і жінок у Непалі.
До обрання була віце-прем'єром правлячої комуністичної партії Непалу.
З 2009 по 2011 була міністром оборони країни.